# Jobst von Brandt
Jobst von Brandt (auch: Jobst vom Brandt; * 28. Oktober 1517 in Waldershof; † 22. Januar 1570 in Brand bei Marktredwitz) war ein deutscher Edelmann aus dem Geschlecht von Brandt und Komponist.

## Leben und Werk
Jobst von Brandt studierte ab 1530 in Heidelberg u. a. bei Lorenz Lemlin, nahm nach der musikalischen Ausbildung aber einen außermusikalischen Beruf als Verwaltungsbeamter an. Er wurde 1548 Hauptmann in Waldsassen (Oberpfalz) und Verwalter des dortigen Klosters sowie Pfleger von Liebenstein bei Tirschenreuth.
Musikalisch führte er Ludwig Senfls Linie der Liedkomposition weiter. Mehr als 60 seiner Lieder wurden in Georg Forsters Frischen teutschen Liedlein veröffentlicht. Ferner komponierte er geistliche Werke; ein Band mit Psalmvertonungen wurde postum veröffentlicht.

## Werke
- Der erste Theil geistlicher Psalmen und teutscher Kyrchengeseng, 4- bis 9-stimmig mit Instrumenten. Eger 1572–3 (postum)

Lieder (Auswahl)
- Drei Laub auf einer Linden
- Frischauf in Gottes Namen
- Gott sei gelobet
- Was wird es doch des Trinkens noch